# Derwentia
Genre
Derwentia est un genre de plantes de la famille des Scrophulariaceae originaire d'Australie.
Ce sont des plantes herbacées a base ligneuse ou des arbustes.
Les feuilles, opposées, sont entières ou penniséquées.
Les fleurs sont groupées en grappe, bleu clair ou blanches, à quatre pétales.
Le fruit est une capsule aplatie.

## Liste d'espèces
- Derwentia arcuata
- Derwentia arenaria
- Derwentia blakelyi
- Derwentia derwentiana
- Derwentia nivea
- Derwentia perfoliata
- Derwentia velutina